# Crewboat
Een crewboat is een schip dat personeel van en naar booreilanden op zee brengt.
Deze soort schepen zijn meestal actief in de olie- en gasindustrie. 
Een crewboat kan ook gebruikt worden om goederen zoals voedsel naar booreilanden te brengen, of om een onmiddellijke evacuatie uit te voeren.
Een crewboat is een alternatief voor helikopters op booreilanden.